# Akiho Yoshizawa
Pour les articles homonymes, voir Yoshizawa.
Akiho Yoshizawa (吉沢明歩, Yoshizawa Akiho), plus connue sous le nom d'Acky (あっきー), est une actrice japonaise de films pornographiques (VA) et érotiques (films roses).

## Biographie
Akiho Yoshizawa est née à Tokyo, Japon le 3 mars 1984. On sait peu de choses concernant son enfance et son adolescence. Elle commence sa carrière comme gravure idol.

## Carrière

### Alice Japan et Max-A
La première vidéo pornographique de Yoshizawa, Angel, est diffusée sous la marque Alice Japan au début de l'année 2003. Elle tourne son second film, 18-Teens, pour Max-A Samansa et alterne ensuite ses prestations entre les deux studios jusqu'au milieu de l'année 2006 au rythme d'un film par mois environ. À partir de 2005, yoshizawa interprète bien des thèmes du répertoire pornographique japonais[réf. nécessaire]. On retrouve l'actrice dans les trois volumes de la Maison Akiho, une série dramatico-érotique parue en 2006 ainsi que dans The Inner Palace: Indecent War, film historique se déroulant au cours de la période Edo, en costumes de l'époque et paru en juillet 2006 sous la marque DoraMax filiale des studios Max-A. Une édition érotique de ce film pornographique (portant le numéro DMX-001) est également diffusée sous le numéro d'identification Pure Max PMX-005), . Une suite pornographique intitulée The Inner Palace: Flower of War est également distribuée sous la marque DoraMax (numéro d'identification : DMX-002). Il en existe également une version érotique identifiée Pure Max PMX-006[réf. nécessaire].

### Maxing et S1
Les contrats qui lient Yoshizawa aux studios Alice Japan et Max-A pour lesquels elle travaille depuis 2003, se terminent à la fin de l'année 2006. Yoshizawa se dirige vers deux studios nouvellement créés Maxing et S1 No. 1 Style[réf. nécessaire]. Elle parait dans Sell Debut Love Acky, la première vidéo de Maxing (MAX-A), deux films parus le 16 octobre 2006. Elle commence à travailler pour S1 au mois de janvier 2007 avec Hyper-Risky Mosaic Akiho Yoshizawa réalisé par Hideto Aki. Elle sera ensuite active pour les deux studios au rythme d'une parution mensuelle[réf. nécessaire].
Le travail de Yoshizawa tout au long de l'année 2007 sera récompensé par plusieurs prix. Une de ses vidéos intitulée Hyper Risky Mosaic - Special Bath House Tsubaki - qu'elle tourne avec 11 autres actrices dont Sora Aoi, Honoka et Yuma Asami - présentée par S1 au concours de l'AV Open 2007, remporte le premier Prix.
À la fin de 2010, Yoshizawa parait dans sa première vidéo 3D intitulée Maxing 3D! réalisée par les studios Maxing. Ce type de vidéos est réalisé pour les téléviseurs 3D commercialisés par Sony et Panasonic au mois de juin 2010. Elle est encore l'actrice principale de 3D Evolution - New Dimension, une autre vidéo réalisée en 3D par S1 un mois plus tard.

### Activités autres
Yoshizawa est également impliquée dans des films traditionnels, de V-Cinema et des films roses dont Koibone, un film d'horreur paru en août 2004,  et le film de science fiction paru en mai 2008 sous le titre anglais de Spy Girl's Mission Cord #005 (Shin supai gâru daisakusen) danslequel elle interprète le rôle d'une alien démoniaque et séductrice, . Koibone est paru en DVD au mois de juin 2005 sous la marque Taki (numéro de référence: THD-14161). Dans un tout autre genre, Yoshizawa interprète le rôle de Kasumi, une femme ninja (kunoichi) du film d'action érotique intitulé Lady Ninja Kasumi Vol.4 (Kasumi: Tanjou! Sarutobi Sasuke) réalisé à partir d'un manga de Youji Kanbayashi and Jin Hirano.
Elle est honorée du prix de la troisième Meilleure Actrice pour son rôle dans le film rose Fascinating Young Hostess: Sexy Thighs (悩殺若女将　色っぽい腰つき, Nōsatsu waka-okami: iroppoi koshitsuki) classé Meilleur Film de l'année au palmarès 2006 du Prix du Film Rose. Dans un entretien journalistique, Yoshizawa déclare qu'elle a fait la connaissance du réalisateur de ce film Tetsuya Takehora lorsqu'il l'a dirigée pour エロビアの泉 (Fontaine érotique), une production de V-Cinema réalisée par les studios TMC en 2006. Elle a obtenu le Prix de la Meilleure Actrice 2006 dans un film rose au Pinky Ribbon Awards.
Elle obtient le rôle principal du film dramatique 窓辺のほんきーとんく(Madobe no honkîtonku) en septembre 2008 également paru sur support DVD en novembre de la même année. Elle interprète le rôle de l'héroïne Rie de la vidéo Irokoishi : Horo-hen kabuki-cho zecchotaiketsu!! (艶恋師 放浪編 歌舞伎町 絶頂対決！！) publiée par TMC en novembre 2008 et basée sur un manga. Dans la troisième vidéo de la série des Irokoishi connue en occident sous le titre Irokoishi3: Wandering – Kabukicho Ecstasy Battle!!, Rie est victime d'une hypnose érotiquepar le démon Ishida. Elle est secourue par le héros Kikunosuke qui se sert de ses techniques sexuelles supérieures, .

### Autres activités
Yoshizawa paraît en compagnie de Sora Aoi dans la série télévisée diffusée en 12 épisodes d'octobre à décembre 2005 par TV Tokyo et intitulée: Jōō (嬢王), . En 2009, elle revient devant les caméras en tant qu'invitée spéciale pour paraître dans un épisode de la série Jōō Virgin (嬢王　Virgin).
À partir du mois d'avril 2008, elle est parait régulièrement à des heures tardives dans une variété télévisée diffusée par les antennes de TV Osaka et intitulée S'il vous plait Muscat (おねがい マスカット, Onegai Muscat). Elle partage le générique avec des actrices venues des studios S1 telles que Sora Aoi, Yuma Asami, Rio (Tina Yuzuki) et Mihiro chantant et interprétant des parodies d'autres comédies.
Yoshizawa aborde un autre registre de la vidéo avec deux autres idoles du X, Mihiro et Kaho Kasumi. Elles enregistrent des leçons d'anglais sous le titre English Cram School, publiés en 2005 au format vidéo UMD. La version rose, publiée par Success sous le titre GBTU-002, est écrit pour la PlayStation Portable de Sony (PSP). elle parait en compagnie d'Ann Nanba, Kaho Kasumi, Kaede Matsushima, Mihiro, Ran Asakawa, Rei Amami, Sora Aoi et Yua Aida, autres actrices du X dans All Star Yakyuken Battle, une version striptease du jeu Yakyūken (équivalent japonais du jeu "Pierre-feuille-ciseaux"), prévu pour PS3 et PSP en format Blu-ray, .

## Filmographie partielle

### 2003
| Titre de la vidéo,                                              | Producteur N° d'identification                 | Réalisateur      | Parution                          | Notes |
| --------------------------------------------------------------- | ---------------------------------------------- | ---------------- | --------------------------------- | ----- |
| Angel 天使の蕾                                                  | Alice Japan KA-2112 (VHS) DV-228 (DVD)         | Kyosuke Murayama | 28-03-2003                        | Debut |
| 18-Teens                                                        | Max-A Samansa XS-2290 (VHS)                    | Hirofumi Isobe   | 25-04-2003                        |       |
| Pure Milk 純情ミルク                                            | Alice Japan KA-2120 (VHS) DV-244 (DVD)         | Kyosuke Murayama | 30-05-2003                        |       |
| Sentimental センチメンタル                                      | Max-A Samansa XS-2294 (VHS) XV-143 (DVD)       | Yoshiho Fukuoka  | 27-06-2003 (VHS) 24-10-2003 (DVD) |       |
| My Sister Is An AV Idol 妹はAVアイドル                          | Alice Japan KA-2126 (VHS) DV-263 (DVD)         | Rokuro Mochizuki | 25-07-2003                        |       |
| Vibration                                                       | Max-A Samansa XS-2301 (VHS) XV-153 (DVD)       | Hirofumi Isobe   | 29-08-2003 (VHS) 19-12-2003 (DVD) |       |
| Costume Play Doll 制服人形                                      | Alice Japan KA-2137 (VHS) DV-282 (DVD)         | Takumi Iwasaki   | 26-09-2003                        |       |
| The Secret of Younger Sister Akiho Yoshizawa 吉沢明歩 妹の秘密  | Max-A Samansa XS-2308 (VHS) XV-160 (DVD)       | Kyosuke Murayama | 31-10-2003 (VHS) 21-02-2004 (DVD) |       |
| Akiho Yoshizawa Becomes A Prostitute 風俗で吉沢明歩としたいっ！ | Alice Japan Babylon KR-9192 (VHS) DV-301 (DVD) |                  | 28-11-2003                        |       |
| Blue Memories 碧い想い出                                        | Max-A Samansa XS-2316 (VHS) XV-170 (DVD)       | Jin Nomaru       | 26-12-2003 (VHS) 23-04-2004 (DVD) |       |

### 2004
| Titre de la vidéo                                            | Producteur                                     | Réalisateur      | Parution                          | Notes                                    |
| ------------------------------------------------------------ | ---------------------------------------------- | ---------------- | --------------------------------- | ---------------------------------------- |
| Mejiri (Sexy Butt) 女尻                                      | Alice Japan KA-2154 (VHS) DV-319 (DVD)         | Kyosuke Murayama | 23-01-2004                        |                                          |
| Taboo                                                        | Max-A Samansa XS-2324 (VHS)                    | Jin Nomaru       | 27-02-2004                        |                                          |
| Welcome to Max Cafe! ようこそＭａｘＣａｆｅへ！              | Max-A Samansa XS-2330 (VHS) XV-180 (DVD)       | Hirofumi Isobe   | 30-03-2004 (VHS) 25-06-2004 (DVD) |                                          |
| Self-Portrait #4 セルフポートレート＃４                      | Alice Japan KA-2168 (VHS) DV-346 (DVD)         |                  | 23-04-2004                        |                                          |
| The Fetish Akkie フェティッシュ アッキー                     | Alice Japan KA-2176 (VHS) DV-359 (DVD)         | Takumi Iwasaki   | 28-05-2004                        |                                          |
| Soliloquy (Talk to Oneself) ひ・と・り・ご・と               | Max-A Samansa XS-2342 (VHS)                    | Hirofumi Isobe   | 29-06-2004                        |                                          |
| Please Scold Me, My Stepsister! 優しく叱って！明歩お義姉さん | Alice Japan KA-2182 (VHS) DV-373 (DVD)         | Futoshi Kamino   | 23-07-2004                        |                                          |
| Samantha / Akiho Yoshizawa サマンサ 吉沢明歩                 | Max-A Samansa XV-189                           |                  | 07-08-2004                        | Compilation contenant Soliloquy et Taboo |
| Imprisoned Body Doll 監禁ボディドール                        | Max-A Samansa XS-2352 (VHS)                    | Hirofumi Isobe   | 31-08-2004                        |                                          |
| Akiho Yoshizawa in Lewd Sound 吉沢明歩の汁低音               | Alice Japan KA-2188 (VHS) DV-391 (DVD)         |                  | 24-09-2004                        |                                          |
| Wanna Be Selfish!! ジコchuさせて！！                         | Max-A Samansa XS-2362 (VHS)                    | Hirofumi Isobe   | 29-10-2004                        |                                          |
| The Contrary Soap Heaven 逆ソープ天国                        | Alice Japan Babylon KR-9219 (VHS) DV-416 (DVD) | Shigeo Katsuyama | 26-11-2004                        |                                          |
| The Tale of Miss R - Chapter 3 R嬢の物語 第三章              | Max-A Samansa XS-2373 (VHS)                    | Jin Nohmaru      | 28-12-2004                        |                                          |

### 2005
| Titre de la vidéo                                                        | Producteur                                     | Réalisateur      | Parution                          | Notes |
| ------------------------------------------------------------------------ | ---------------------------------------------- | ---------------- | --------------------------------- | --- |
| Being Obedient is a Pleasure of a Maid 従うことが、メイドの悦び。        | Alice Japan Babylon KR-9223 (VHS) DV-431 (DVD) | Futoshi Jinno    | 21-01-2005                        | |
| Samantha / Akiho Yoshizawa Vol.2 サマンサ 吉沢明歩 Vol.2                 | Max-A Samansa XV-226                           |                  | 25-02-2005                        | Compilation contenant Imprisoned Body Doll et Wanna Be Selfish!!                                                     |
| Akiho Yoshizawa in Female Teacher Hunt 女教師狩り in 吉沢明 歩           | Max-A Samansa XS-2380                          | Jin Nohmaru      | 28-02-2005                        | |
| Onanism Mates ONAメイツ                                                  | Max-A Calen XC-1374                            | Hirofumi Isobe   | 22-03-2005                        | Avec Manaka Sato (Magokoro Sato) & Naho Ozawa                                                                        |
| Welcome to Max Airline! ようこそMax Airlineへ！                          | Max-A Samansa XS-2384 (VHS) XV-254 (DVD)       | Hirofumi Isobe   | 29-03-2005 (VHS) 22-07-2005 (DVD) | |
| Dangerous Looked-Up Room 危ない密室                                      | Alice Japan Babylon KR-9229 (VHS) DV-466 (DVD) | Rokuro Mochizuki | 22-04-2005                        | |
| Onanism Mates 2 ONAメイツ 2                                              | Max-A Calen XC-1383                            | Hirofumi Isobe   | 26-04-2005                        | Avec Manaka Sato (Magokoro Sato) & Naho Ozawa                                                                        |
| Princess, Hitting the Town! 姫、街へ出る！                               | Max-A Samansa XS-2393                          | Hirofumi Isobe   | 27-05-2005                        | |
| NINGYO                                                                   | Alice Japan KA-2225 (VHS) DV-488 (DVD)         | Yosuke Urata     | 24-06-2005                        | |
| Uniform Doll Dress Up Collection 2005 制服人形 着せ替えコレクション 2005 | Alice Japan KA-2227 (VHS) DV-499 (DVD)         | Usagi Kanda      | 22-07-2005                        | Compilation avec les actrices Ryoko Mitake, Sora Aoi, Kaede Matsushima, Yuna Mizumoto, Sumire Aida, et Hikaru Hozuki |
| Welcome MAX Soap!! Welcome マックスソープ！！                            | Max-A Samansa XS-2399 (VHS) XV-285 (DVD)       | Jin Nohmaru      | 26-07-2005 (VHS) 22-11-2005 (DVD) | |
| Miss Akiho is Trying!! 明歩先生がトライ！                                | Alice Japan KA-2233 (VHS) DV-512 (DVD)         | Yosuke Urata     | 19-08-2005                        | |
| Samantha / Akiho Yoshizawa Vol.3 サマンサ 吉沢明歩 Vol.3                 | Max-A Samansa XV-268                           |                  | 23-09-2005                        | Compilation de The Tale of Miss R, Female Teacher Hunt et Princess, Hitting the Town!                                |
| je t'aime                                                                | Max-A Samansa XS-2405 (VHS) XV-316             | Takumi Iwasaki   | 27-09-2005 (VHS) 27-01-2006 (DVD) | |
| Peeped Girl スキあり！パンチラ娘                                         | Alice Japan KA-2240 (VHS) DV-536 (DVD)         | Yosuke Urata     | 21-10-2005                        | |
| 100% Idol !! 100％アイドル！！                                           | Max-A Samansa XS-2410 (VHS) XV-407 (DVD)       | Kyosuke Murayama | 25-11-2005 (VHS) 31-08-2006 (DVD) | |
| Riding a Face 顔面騎乗 吉沢明歩                                          | Alice Japan Babylon KR-9247 (VHS) DV-561 (DVD) | Dragon Nishikawa | 2005-12-23                        | |

### 2006
| Titre de la vidéo                                        | Producteur                                       | Réalisateur       | Parution                                 | Notes |
| -------------------------------------------------------- | ------------------------------------------------ | ----------------- | ---------------------------------------- | --- |
| Stucked to Love - Sexy Ward 24:00 密着・セクシー病棟24時 | Max-A Samansa XS-2415 (VHS) XV-416 (DVD)         | Jin Nomaru        | 24-01-2006 (VHS) 22-09-2006 (DVD)        | Partage la tête d'affiche avec Shiori Inamori                                                                             |
| Obscene Model 猥褻モデル                                 | Alice Japan KA-2254 (VHS) DV-581 (DVD)           | Kyosuke Murayama  | 17-02-2006                               | |
| The Secret of Cabaret Hostess No.1キャバ嬢のヒ・ミ・ツ   | Max-A Samansa SRXV-357 (Rental) XV-431 (Sale)    |                   | 28-03-2006 (location) 21-10-2006 (vente) | |
| Maison Akiho めぞん明歩 吉沢明歩                         | Max-A Calen XV-351                               | Kyosuke Murayama  | 21-04-2006                               | |
| Maison Akiho Part 2 めぞん明歩 第二話 吉沢明歩           | Max-A Calen XV-360                               | Kyosuke Murayama  | 21-05-2006                               | Avec Tina Yuzuki |
| Maison Akiho Final Episode めぞん明歩 最終話 吉沢明歩    | Max-A Calen XV-371                               | Kyosuke Murayama  | 21-06-2006                               | Avec Tina Yuzuki |
| The Inner Palace: Indecent War 大奥 淫の乱 花びら燃ゆ    | Max-A DoraMax DMX-001                            | Kunihiro Hasegawa | 28-07-2006                               | avec Ayano Murasaki, Anri Mizuna, Kyōko Kazama, Mihiro, Nana Miyachi, Lemon Hanazawa et Shinobu Ebihara                   |
| The World of Akiho 明歩 THE ワールド                     | Max-A Samansa SRXV-414 (Rental) XV-441 (Sale)    |                   | 25-08-2006 (location) 22-11-2006 (vente) | |
| The Inner Palace: Flower of War 大奥 蕾の乱 明日への契り | Max-A DoraMax DMX-002                            | Kunihiro Hasegawa | 31-08-2006                               | Avec Anri Mizuna, Kyōko Kazama, Mihiro, Nana Miyachi, Lemon Hanazawa, Ruri Shiratori, Satomi Shinozaki et Shinobu Ebihara |
| Erotic Mouth, Akiho Yoshizawa 淫口 吉沢明歩              | Max-A Samansa SRXV-425 (Rental) XV-457 (Sale)    | Osame Maruhito    | 26-09-2006 (location) 22-12-2006 (vente) | |
| Sell Debut Love Acky セル初 Love Acky！                  | Maxing Natural Beauty MXNB-001S                  |                   | 16-10-2006                               | |
| Woman Detective 女バン刑事                               | Max-A Samansa SRXV-447 (Rental) XV-474 (Sale)    | Kamino Futoshi    | 22-11-2006 (location) 16-01-2007 (vente) | |
| Last Chapter 最終章                                      | Max-A Samansa SRXV-463 (location) XV-490 (vente) | Kutobo            | 22-12-2006 (location) 23-02-2007 (vente) | Compilation - scènes de ses anciens films des studios Max-A remastérisées.                                                |

### 2007
| Titre de la vidéo                                                                                         | Producteur                      | Réalisateur        | Parution    | Notes |
| --- | ------------------------------- | ------------------ | ----------- | --- |
| Hyper-Risky Mosaic Akiho Yoshizawa ハイパーギリギリモザイク                                               | S1 ONED-649                     | Hideto Aki         | 07-01-2007  | |
| Akiho Yoshizawa Will Be Messed Around With 吉沢明歩をイジめちゃう。                                       | Maxing Natural Beauty MXNBS-006 | Kurobo             | 16-01-2007  | |
| Six Costumes Pakopako! 6つのコスチュームでパコパコ！                                                      | S1 ONED-672                     |                    | 07-02-2007  | |
| Adult Acky!                                                                                               | Maxing Natural Beauty MXNBS-009 | Kazuhide Arai      | 16-02-2007  | |
| Akiho's Sex Is Deliberately Shown 明歩のセックスじっくり見せてあげる                                      | S1 ONED-696                     |                    | 07-03-2007  | |
| Virtual Acky!                                                                                             | Maxing Natural Beauty MXNBS-012 |                    | 16-03-2007  | |
| Delusional Special Bath 妄想的特殊浴場                                                                    | S1 ONED-719                     | K.C.Takeda         | 07-04-2007  | |
| Hustle Acky!                                                                                              | Maxing Natural Beauty MXNBS-015 | Takuan             | 16-04-2007  | |
| Hyper Risky Mosaic - Special Bath House Tsubaki ハイパーギリギリモザイク 特殊浴場 TSUBAKI 貸切入浴料1億円 | S1 OPEN-0705                    | Hideto Aki         | 03-05-2007  | Avec Sora Aoi, Honoka, Sho Nishino, Asami Ogawa, Yuma Asami, MO ☆ MO, Mako Katase, Chinatsu Izawa, Megumi Haruka, Karin & China Miyu Présenté pour le concours de l'AV Open 2007 |
| Akiho is a Squirting Young Wife 明歩は潮吹き若奥様                                                        | S1 ONED-745                     | Tomohisa Aizome    | 07-058-2007 | |
| Colorful Acky!                                                                                            | Maxing MXGS-009                 |                    | 16-05-2007  | |
| Endless Climax! Ultra Ecstasy Fuck 無限絶頂！激イカセFUCK                                                 | S1 ONED-764                     | Tomohisa Aizome    | 07-06-2007  | |
| BakoBako Gangbang 34 バコバコ乱交34                                                                       | S1 ONED-785                     | Daimei Kurata      | 07-07-2007  | |
| Akiho Make You Cum With Dirty Language 明歩がたっぷり淫語でイカせてあげる。                               | Maxing MXGS-019                 | Kei Morikawa       | 16-07-2007  | |
| Shiofuki Hyper Risky Mosaic 潮吹きハイパーギリギリモザイク                                                | S1 ONED-810                     | Iggy Coen          | 07-08-2007  | |
| Private Acky!                                                                                             | Maxing MXGS-026                 | Kazuhide Arai      | 16-08-2007  | |
| My Girlfriend 僕の彼女                                                                                    | S1 ONED-830                     |                    | 07-09-2007  | |
| Doctor Acky!                                                                                              | Maxing MXGS-034                 |                    | 16-09-2007  | |
| Hard and Horny Passionate Fuck 激しく淫らに欲情FUCK                                                       | S1 ONED-848                     | KENGO              | 07-10-2007  | |
| Sports Acky!                                                                                              | Maxing MXGS-043                 |                    | 16-10-2007  | |
| Hyper Risky Mosaic MV ハイパーギリギリモザイクMV                                                          | S1 ONED-867                     | Kazuhiko Matsumoto | 07-11-2007  | |
| Sexy Pet Acky!                                                                                            | Maxing MXGS-051                 | Kazuhide Arai      | 16-11-2007  | |
| 20 Costumes Pakopako! 20コスチュームでパコパコ！                                                          | S1 ONED-884                     | Ishibashi Wataru   | 07-12-2007  | |
| Cool Guy Acky! イケメン♂Acky                                                                              | Maxing MXGS-059                 |                    | 16-12-2007  | |

### 2008
| Titre de la vidéo                                                                         | Producteur          | Réalisateur     | Parution   | Notes                                       |
| ----------------------------------------------------------------------------------------- | ------------------- | --------------- | ---------- | ------------------------------------------- |
| Screaming! Big Magnum Fuck 絶叫！ビッグマグナムFUCK                                       | S1 ONED-902         | Tomohisa Aizome | 07-01-2008 |                                             |
| Hot Girl's French Kiss Trance FUCK イイ女の限界ベロちゅうトランスFUCK                     | Maxing MXGS-067     | Takuan          | 16-01-2008 |                                             |
| Bakobako Sexual Service, No.1 Nomination バコバコ風俗 NO.1指名                            | S1 ONED-919         | K.C.Takeda      | 07-02-2008 |                                             |
| Squirting Young Wife Akiho's Begging to Fuck 潮吹き若奥様明歩のおねだりFUCK               | Maxing MXGS-074     |                 | 16-02-2008 |                                             |
| I'll Have Obedient Sex With You 私はアナタのいいなりです                                  | S1 ONED-937         | Tomohisa Aizome | 07-03-2008 |                                             |
| The Absolute Slut, Akiho Yoshizawa 絶対痴女 吉沢明歩                                      | Maxing MXGS-081     |                 | 16-03-2008 |                                             |
| Incest - Three raped sisters 近親相姦～犯された三姉妹～                                   | S1 ONED-953         |                 | 07-04-2008 | Avec Asami Ogawa et Moka                    |
| Vertigo                                                                                   | Maxing MXGS-091     |                 | 16-04-2008 |                                             |
| Massive Ejaculation On Her Face ものすごい顔射                                            | S1 ONED-969         | cobo            | 07-05-2008 |                                             |
| Queen No.1 Cast, Akiho's Sensual Love Fuck! 女王 NO,１キャスト明歩嬢の色恋FUCK！          | Maxing MXGS-095     |                 | 16-05-2008 |                                             |
| The Raped Female Teacher 犯された女教師                                                   | S1 ONED-989         | [Jo]Style       | 07-06-2008 |                                             |
| Virtual Acky! 2                                                                           | Maxing MXGS-100     |                 | 16-06-2008 |                                             |
| S1 Girls Collection: Hyper-Risky Mosaic 8 Hours S1 GIRLS COLLECTION ハイパーギリモザ8時間 | S1 ONSD-209         |                 | 19-06-2008 | Compilation de ses anciennes vidéos pour S1 |
| Repeated Death, Grand Orgasm 繰り返す昇天、壮絶アクメ。                                   | S1 SOE-010          |                 | 07-07-2008 |                                             |
| Bizarre Akiho 猟奇的な明歩                                                                | Maxing MXGS-106     | Makabe F        | 16-07-2008 |                                             |
| Young Wife is Raped Infront Of Her Husband 夫の目の前で犯された若妻                       | S1 SOE-028          | Yuji Sakamoto   | 07-08-2008 |                                             |
| Akihosama アキホ様                                                                        | Maxing MXGS-114     | Shuei Arai      | 16-08-2008 |                                             |
| Deep Throat ディープスロート                                                              | S1 SOE-047          | KENGO           | 07-09-2008 |                                             |
| Obscene Egoist 猥褻エゴイスト                                                             | Maxing MXGS-123     | Takuan          | 16-09-2008 |                                             |
| Fixed Point Observation 定点姦撮                                                          | Maxing MXGS-131     | Makabe F        | 16-10-2008 |                                             |
| My Only Akiho Yoshizawa 僕だけの吉沢明歩                                                  | S1 SOE-067          | cobo            | 2008-10-19 |                                             |
| Beautiful Teacher High Temptation 明歩先生の誘惑授業                                      | IdeaPocket IPTD-404 | Tadanori Usami  | 01-11-2008 |                                             |
| Lovestruck Acky! デレデレAcky！                                                           | Maxing MXGS-139     |                 | 16-11-2008 |                                             |
| Harder, Fuck Me Harder もっと激しく、激しく突いて                                         | S1 SOE-109          | [Jo]Style       | 07-12-2008 |                                             |
| Licentious Beautiful Secretary 淫らな美人秘書                                             | Maxing MXGS-146     |                 | 16-12-2008 |                                             |

### 2009
| Titre de la vidéo                                                                                      | Producteur                                                     | Réalisateur       | Parution                              | Notes |
| --- | -------------------------------------------------------------- | ----------------- | ------------------------------------- | --- |
| Maison Tsubaki めぞんTSUBAKI                                                                           | S1 SOE-141                                                     | Hideto Aki        | 07-01-2009                            | Avec Ai Sayama, Mihiro, Minori Hatsune, Rika Aiuchi, Risa Kasumi, Ruru Anoa, Tina Yuzuki (Rio) et Yuma Asami    |
| Akiho 48                                                                                               | Maxing MXGS-153                                                | Makabe F          | 16-01-2009                            | |
| Maid-Droid                                                                                             | Xces                                                           | Naoyuki Tomomatsu | 31-01-2009                            | Meilleur second film au Pink Grand Prix (Grand Prix du Film Rose)                                               |
| Bodily Fluids Mingling, Rich Fuck 交わる体液、濃密セックス                                             | S1 SOE-154                                                     | Minami Haou       | 07-02-2009                            | |
| Fu-Zoku Channel 11 風俗ちゃんねる11                                                                    | Maxing MXGS-159                                                | Shuei Arai        | 16-02-2009                            | |
| Akiho Yoshizawa Collection Season 1 吉沢明歩コレクション シーズン 01                                   | Maxing MXSPS-050                                               |                   | 17-02-2009                            | |
| 20 Costumes Pakopako! 2 20コスチュームでパコパコ！2                                                    | S1 SOE-174                                                     | Ishibashi Wataru  | 07-03-2009                            | |
| Akiho's Beautiful Ass Ride 明歩の美尻に騎られてみたい。                                                | Maxing MXGS-165                                                |                   | 16-03-2009                            | |
| Beautiful Slut's Kissing And Sex 美しい痴女の接吻と性交                                                | S1 SOE-191                                                     | Hitoshi Nimura    | 07-04-2009                            | |
| A Lustful Masochistic Female Teacher, Akiho Yoshizawa 犯られまくる淫乱ドM女教師 吉沢明歩               | Maxing MXGS-171                                                | Takuan            | 16-04-2009                            | |
| Seductive Care of a Squirting Nurse 潮吹きナースの誘惑看護                                             | S1 SOE-207                                                     | Hideto Aki        | 07-05-2009                            | |
| Akiho Yoshizawa Collection Season 2 吉沢明歩コレクション シーズン2                                     | Maxing MXSPS-057                                               |                   | 16-05-2009                            | Compilation réalisée à partir de ses vidéos précédentes pour Maxing                                             |
| Working Acky! 働くAcky !                                                                               | Maxing MXGS-178 (DVD) MXBD-016 (Blu-ray)                       | Shuei Arai        | 16-05-2009                            | |
| More Teasing Will Be Done With Akiho Yoshizawa 吉沢明歩をもっとイジめちゃう。                          | Maxing MXGS-186 (DVD) MXBD-018 (Blu-ray)                       | Ōnishi Mammoth    | 16-06-2009                            | |
| Maison S1 Hotel Annex, Come For Shiofuki And Orgies ギリモザ めぞんエスワン別館 イキまくり潮吹き大乱交 | S1 SOE-240                                                     | Iggy Coen         | 19-06-2009                            | Avec Yuma Asami, Mihiro, Ruru Anoa, Erika Kirihara, Risa Kasumi, Ai Sayama, Minori Hatsune et Tina Yuzuki (Rio) |
| Woman Vaginal Orgasm 膣中でイク女                                                                      | S1 SOE-241                                                     | Minami Haou       | 07-07-2009                            | |
| Akiho Yoshizawa Stands by You 吉沢明歩がどんな時でもアナタの力になるビデオ。                           | Maxing MXGS-191 (DVD) MXBD-019 (Blu-ray)                       | Daigo Aohige      | 16-07-2009                            | |
| The Raped Female Teacher 2 犯された女教師2 無情編                                                      | S1 SOE-258 (DVD) 9SOE-258 (Blu-ray)                            | [Jo]Style         | 07-08-2009 (DVD) 01-09-2009 (Blu-ray) | |
| Akiho Yoshizawa Collection Season 3 吉沢明歩コレクション シーズン3                                     | Maxing MXSPS-068                                               |                   | 16-08-2009                            | Compilation réalisée à partir de ses vidéos précédentes pour Maxing                                             |
| Glowing Sexual Desire ギラつく性欲、うねるカラダ。                                                     | Maxing MXGS-200 (DVD) MXBD-021 (Blu-ray)                       | Shuei Arai        | 16-08-2009                            | |
| Incest 近親相姦                                                                                        | S1 SOE-273 (DVD) 9SOE-273 (Blu-ray)                            | Yuji Sakamoto     | 07-09-2009 (DVD) 01-10-2009 (Blu-ray) | |
| Akiho's Ultimate Ecstasy Course 明歩にしかできない究極のイカセ術                                       | Maxing MXGS-204 (DVD) MXBD-023 (Blu-ray)                       | デラ3             | 16-09-2009                            | |
| Obedient Slave Private Secretary ギリモザ 完全服従どM秘書                                              | S1 SOE-286                                                     | Tomohisa Aizome   | 07-10-2009                            | |
| A Lewd Infection Ward 淫乱感染病棟 第二章 虜囚                                                         | Maxing MXGS-210 (DVD) MXBD-025 (Blu-ray)                       | SUGAR             | 16-10-2009                            | |
| Fellatio Until the Last Drop ギリモザ 最後の一滴までシャブらせて                                       | S1 SOE-302 (DVD) 9SOE-302 (Blu-ray)                            | Tomohisa Aizome   | 07-11-2009 (DVD) 01-12-2009 (Blu-ray) | |
| Akiho is My Bride 明歩は俺の嫁。                                                                       | Maxing MXGS-216 (DVD) MXBD-027 (Blu-ray) MXGS-216SD (Micro SD) | Mammoth Onishi    | 16-11-2009                            | |
| Akiho Yoshizawa Collection, Season 4 吉沢明歩コレクション シーズン4                                    | Maxing MXSPS-082                                               |                   | 16-11-2009                            | Compilation de ses vidéos précédentes produites par Maxing                                                      |
| Dr. Bitch's Abnormal Clinic ギリモザ 痴女医 吉沢明歩の変態クリニック                                   | S1 SOE-317 (DVD) 9SOE-317 (Blu-ray)                            | cobo              | 07-12-2009 (DVD) 01-01-2010 (Blu-ray) | |
| X'mas Acky!                                                                                            | Maxing MXGS-222 (DVD) MXBD-031 (Blu-ray)                       | Daigo Aohige      | 16-12-2009                            | |

### 2010
| Titre de la vidéo                                                                             | Producteur                               | Réalisateur     | Parution                              | Notes |
| --------------------------------------------------------------------------------------------- | ---------------------------------------- | --------------- | ------------------------------------- | --- |
| Erotic Doll in Prison 監禁エロティシズム                                                      | S1 SOE-333                               | Tomohisa Aizome | 07-01-2010                            | |
| S1 TV Broadcasting Station エスワンTV THE芸能界 ヤリすぎ生放送！                              | S1 SOE-338 (DVD) 9SOE-338 (Blu-ray)      | Hideto Aki      | 07-01-2010 (DVD) 01-02-2010 (Blu-ray) | Avec Yuma Asami, Mika Kayama, Megu Fujiura, Aira Toda, Kanon Ohzora, Erika Kirihara, Cocomi Sakura et Shiori         |
| Akiho Yoshizawa - Mouth Ecstasy 吉沢明歩はおクチでイキまくる。                                | Maxing MXGS-228 (DVD) MXBD-033 (Blu-ray) | Dera3 (デラ3)   | 16-01-2010                            | |
| Home Teacher - Erotic Teacher Is a Distraction 家庭教師 先生がエロすぎて困るんです。          | S1 SOE-346                               | Kurobo          | 07-02-2010                            | |
| Akiho Yoshizawa Collection, Season 5 吉沢明歩コレクション シーズン５                          | Maxing MXSPS-090                         |                 | 16-02-2010                            | Compilation de ses vidéos précédentes produites par Maxing                                                           |
| Girlicious 02                                                                                 | Maxing MXGS-234 (DVD) MXBD-036 (Blu-ray) | Mammoth Onishi  | 16-02-2010                            | |
| Akiho Style, That's Special Technique 明歩式すご～いヌキ技見せてあげる                        | S1 SOE-361                               | EIGHT           | 07-03-2010                            | |
| Delivery Acky! デリバリー Acky !                                                              | Maxing MXGS-240 (DVD) MXBD-038 (Blu-ray) | SUGAR           | 16-03-2010                            | |
| Widow's Requiem 未亡人レクイエム 禁じられた愛欲に溺れる若妻                                   | S1 SOE-378                               | [Jo]Style       | 07-04-2010                            | |
| S1 TV Erotica Entertainment THE芸能界エロすぎ大乱交 エスワンTV 裏ちゃんねる                   | S1 SOE-385 (DVD) 9SOE-385 (Blu-ray)      | Iggy Coen       | 07-04-2010 (DVD) 01-05-2010 (Blu-ray) | Avec Yuma Asami, Erika Kirihara, Kokomi Sakura, Mika Kayama, Shiori Tsukimi, Megu Fugiura, Aira Toda et Kanon Ohzora |
| Overwhelming Ecstasy Sex With Large Quantity of Lotion 大量のローションと悶絶セックス         | S1 SOE-396                               | Tomohisa Aizome | 07-05-2010                            | |
| Akiho Yoshizawa Collection, Season 6 吉沢明歩コレクション シーズン6                           | Maxing MXSPS-100                         |                 | 16-05-2010                            | Compilation de ses vidéos précédentes produites par Maxing                                                           |
| Fight! Acky! ど根性 Acky！                                                                    | Maxing MXGS-252 (DVD) MXBD-041 (Blu-ray) | Kaoru           | 16-05-2010                            | |
| Lewd Wicked Woman 狂い咲く 痴悪女                                                             | Maxing MXGS-258 (DVD) MXBD-043 (Blu-ray) | Daigo Aohige    | 16-06-2010                            | |
| Delicious Lips & Deep Throat 美味しい唇 淫語＆淫口イラマチオ                                  | S1 SOE-423                               | Tomohisa Aizome | 07-07-2010                            | |
| The Real Fiction Case Akiho ザ・リアルフィクション あきほ（仮名／２６歳）の場合               | Maxing MXGS-264                          | Daigo Aohige    | 16-07-2010                            | |
| Private Investigator Woman - Brutal Terrorist's Lewd Plot 秘密捜査官の女 鬼畜テロリストの淫謀 | S1 SOE-438                               | Takuan          | 07-08-2010                            | |
| Akiho Yoshizawa Collection, Season 7 吉沢明歩コレクション シーズン７                          | Maxing MXSPS-108                         |                 | 16-08-2010                            | Compilation de ses vidéos précédentes produites par Maxing                                                           |
| Worldwide Acky!                                                                               | Maxing MXGS-271                          | Mammoth Onishi  | 16-08-2010                            | |
| Beauty Healing at Hot Spring Resort 湯けむり美人女将 癒しの温泉宿                             | S1 SOE-455                               | HH              | 07-09-2010                            | |
| Akiho Yoshizawa x Swimsuit = 7 Play 吉沢明歩×競泳水着=7PLAY                                   | Maxing MXGS-278                          |                 | 16-09-2010                            | |
| Akiho Yoshizawa's Crazy Ass 吉沢明歩の尻モノ狂い                                              | S1 SOE-471                               | EIGHT           | 07-10-2010                            | |
| Pure Love - Akiho Yoshizawa 純恋 吉沢明歩                                                     | Maxing MXGS-285                          | Kaoru           | 16-10-2010                            | |
| Two Beautiful Slut's Kiss and Sex W 美しい痴女の接吻と性交                                    | S1 SOE-491 (DVD) 9SOE-491 (Blu-ray)      | Hitoshi Nimura  | 07-11-2010                            | Avec Yuma Asami |
| That Front and Back 吉沢明歩、そのオモテとウラ。                                              | Maxing MXGS-293                          |                 | 16-11-2010                            | |
| Akiho Yoshizawa Collection, Season 8 吉沢明歩コレクション シーズン8                           | Maxing MXSPS-119                         |                 | 16-11-2010                            | Compilation de ses vidéos précédentes produites par Maxing                                                           |
| Sudden Sinking Orgasm 轟沈アクメ 脳髄から狂わせて                                             | S1 SOE-506                               | Tomohisa Aizome | 07-12-2010                            | |
| Maxing 3D! Akiho Yoshizawa MAXING 3D! 吉沢明歩                                                | Maxing MX3DS-002                         | Daigo Aohige    | 16-12-2010                            | Vidéo 3D nécessitant des lunettes spéciales                                                                          |

### 2011
| Titre de la vidéo                                                                | Producteur                          | Réalisateur | Parution   | Notes    |
| -------------------------------------------------------------------------------- | ----------------------------------- | ----------- | ---------- | -------- |
| 3D Evolution - New Dimension 3D EVOLUTION 進化した立体映像で魅せる新次元セックス | S1 SOE-505 (DVD) 9SOE-505 (Blu-ray) | Hideto Aki  | 07-01-2011 | Video 3D |